# Atomstrahl
Ein Atomstrahl ist in der Physik ein gerichteter Strom aus neutralen Atomen desselben chemischen Elements.

## Erzeugung

Schematische Darstellung der Erzeugung eines Atomstrahls mittels eines Ofens

Atomstrahlen werden häufig, falls die gewünschte Atomsorte nicht bereits gasförmig vorliegt, durch Verdampfung von Festkörpern oder Flüssigkeiten erzeugt. Dazu wird der Stoff in einen Behälter mit Heizung und kleiner Öffnung gelegt. In geeignetem Abstand hinter der Öffnung wird eine Blende angebracht. Durch Heizen auf eine konstante Temperatur über den Siedepunkt sammeln sich Teilchen mit sehr ähnlicher Geschwindigkeit im Behälter. Alle Atome, die den Behälter durch die Öffnung verlassen und durch die Blende fliegen, bilden den Atomstrahl. Dieser Aufbau lässt sich beliebig verfeinern und erweitern, z. B. durch Einsatz von Pumpen und weiteren Blenden zur weiteren Verringerung der Anzahl der Atome oder des Winkels, unter dem die Atome auseinanderfliegen. Diese Anordnung wird auch Atomofen genannt.
Eine aufwändigere Form, Atomstrahlen zu erzeugen, ist das Sputtern, bei dem Ionen auf Festkörper geschossen werden, um die neutralen Atome herauszulösen. Weiterhin ist es beim sogenannten Photodetachment möglich, negativ geladene Ionen, also Atome mit einem Elektron zu viel, senkrecht durch einen starken Laserstrahl zu schicken, der die überschüssigen Elektronen von den Ionen löst.

## Anwendung
Ein wichtiges historisches Experiment ist der Stern-Gerlach-Versuch, bei dem an einem Strahl von neutralen Silberatomen die Richtungsquantelung von Drehimpulsen nachgewiesen wurde.
In der Laserspektroskopie werden Atomstrahlen verwendet, um die Eigenschaften der Atome zu vermessen. Weiterhin lassen sich Streuexperimente durchführen, indem ein Atomstrahl auf ein Material gerichtet und die Ablenkung der Atome gemessen wird. Dabei treten auch Interferenzmuster auf, in denen sich der Wellencharakter der Atomstrahlen zeigt.

## Weiterführendes
- Atomstrahl im Lexikon der Physik auf wissenschaft-online.de